# Se non avessi più te (film)
Se non avessi più te è un film del 1965 diretto da Ettore Maria Fizzarotti.
Fa parte del filone dei cosiddetti film musicarelli.
Dopo In ginocchio da te e Non son degno di te conclude una trilogia che prosegue la stessa narrazione.

## Trama
Napoli. Gianni e Carla stanno preparando il loro matrimonio mentre il servizio militare sta per finire.
Tuttavia una clausola del contratto discografico che Traimonti ha firmato con la RCA Italiana gli impone il celibato, i discografici sono infatti convinti che le nozze possano far calare i consensi presso le fans. I due giovani quindi si sposano in segreto ma Gianni viene subito chiamato per una tournée per l'Italia e la moglie lo segue in clandestinità.
Ben presto Carla rimane incinta ed è costretta a tornare a casa, assistita dai genitori, dal suocero Gino e dallo zio Lele mentre il marito parte per una tournée europea. Il bambino nasce in segreto, Gianni si precipita da Parigi per vederlo prima di partire per la Spagna il giorno dopo; ma durante una tappa una giovane ereditiera si innamora di Gianni.
Dopo alcuni equivoci, nella serata finale di un festival, Gianni annuncia a tutti i fans di essere già sposato e di essere padre di un bimbo.

## Canzoni
Queste le canzoni presenti nel film in ordine di esecuzione, tutte eseguite da Morandi (tranne Il silenzio, suonato da Nini Rosso):
- I ragazzi dello shake (testo di Franco Migliacci; musica di Luis Bacalov e Bruno Zambrini)
- Si fa sera (testo di Antonio Amurri; musica di Marcello De Martino)
- Meglio il madison (testo di Franco Migliacci; musica di Luis Bacalov)
- Ti offro da bere (testo e musica di Gianni Meccia)
- Il silenzio (tradizionale)
- Ave Maria (musica di Franz Schubert)
- Sono tanto solo (testo di Franco Migliacci; musica di Lee Morris)
- Ninna nanna piccoletta  (testo di Oscar Leoni; musica di Renato Rascel)
- Se fra noi qualcosa cambierà (testo di Gianni Morandi; musica di Guido Cenciarelli)
- Se non avessi più te (testo di Franco Migliacci; musica di Luis Bacalov e Bruno Zambrini)